# 柯淑勤
柯淑勤（1967年11月4日—），台灣女演員，曾在1999年至2003年連續五年入圍八項電視金鐘獎演技獎，並在2003年獲得電視第38屆金鐘獎，「單元劇女配角獎」回家系列之《團圓飯》和「連續劇女主角獎」《孽子》。2017年憑《植劇場－戀愛沙塵暴》獲得電視第52屆金鐘獎「戲劇節目女主角獎」。

## 電視劇
| 首播   | 頻道                           | 劇名                         | 飾演角色           |
| 1990年 | 華視                           | 《大兵日記》                 | 徐玉涵             |
| 1991年 | 華視                           | 《草地狀元》                 |                    |
| 1992年 | 華視                           | 《內山姑丈》                 | 劉秋香             |
| 1993年 | 華視                           | 《包青天- 雙釘記》           | 朱麗兒             |
| 1993年 | 華視                           | 《像我們這樣一個家》         | 媳婦               |
| 1993年 | 華視                           | 《大地勇士》                 | 陳安妮             |
| 1993年 | 台視                           | 《愛愛的日記-遠離邊緣》      | 百川妻             |
| 1994年 | 華視                           | 《劉伯溫傳奇- 劍氣簫心》     | 柳細眉             |
| 1994年 | 中視                           | 《相親》                     | 麗卿               |
| 1994年 | 台視                           | 金獎劇場《蒲公英的季節》     | 林素娥             |
| 1995年 | 華視                           | 《劉伯溫傳奇- 寸草心》       | 楊鳳吟             |
| 1995年 | 華視                           | 《情人》                     | 俞立雯             |
| 1996年 | 中視                           | 《斷掌順娘》                 | 阿姨               |
| 1996年 | 華視                           | 《紅樓夢》                   | 鴛鴦               |
| 1996年 | 台視                           | 《對對糊》                   | 江敏               |
| 1997年 | 中視                           | 《中視劇場- 罌粟花》         | 陸雲鳳             |
| 1997年 | 華視                           | 《因果劇場之奶媽》           |                    |
| 1997年 | 台視                           | 《非常任務》                 | 黃彩雲             |
| 1997年 | 華視                           | 《施公奇案- 河東獅吼》       | 蕭玉鸞             |
| 1997年 | 華視                           | 《施公奇案- 日月雙璧》       | 傅琴               |
| 1999年 | 公視                           | 《春子與秀緞》               | 春子               |
| 1999年 | 公視                           | 《假期》                     |                    |
| 1999年 | 大愛電視台                     | 《牽手》                     | 郭玉琴             |
| 2001年 | 華視                           | 《三張王牌》                 |                    |
| 2001年 | 公視                           | 《人生劇展- 車站》           |                    |
| 2001年 | 大愛電視台                     | 《阿母醒來吧》               | 何吳秀鳳           |
| 2002年 | 公視                           | 《後山日先照》               | 王招治             |
| 2002年 | 公視                           | 《童女之舞》                 | 晶姐               |
| 2002年 | 公視                           | 《老魏》                     | 蕭幸華             |
| 2002年 | 大愛電視台                     | 《聞風而來》                 | 曾母               |
| 2003年 | 台視                           | 《牽手向明天》               | 楊碧芬             |
| 2003年 | 公視                           | 《螢火蟲的寓言》             | 麗莎               |
| 2003年 | 公視                           | 《荒城火山》                 | 蘇珊               |
| 2003年 | 公視                           | 《孽子》                     | 李母               |
| 2003年 | 公視                           | 《風中緋櫻》                 | 阿玉               |
| 2003年 | 三立都會台                     | 《千金百分百》               | 楊竹芳             |
| 2003年 | 大愛電視台                     | 《四重奏》                   | 美裡               |
| 2004年 | 台視                           | 《再見阿郎》                 | 楊素卿             |
| 2006年 | 中視                           | 《白色巨塔》                 | 徐夫人             |
| 2006年 | 公視                           | 《米可GO》                   | 黃少萱之母- 林月美 |
| 2006年 | 公視                           | 《喂!水開了沒?》             | 洪秀愛             |
| 2006年 | 大愛電視台                     | 《阿桃》                     | 陳淑敏             |
| 2006年 | 衛視中文台                     | 《天若有情II》               | 趙禾敏             |
| 2007年 | 華視                           | 《想飛》                     | 關安琦             |
| 2007年 | 大愛電視台                     | 《關山系列(六)- 蕭醫師週記》 | 范春蘭             |
| 2007年 | 大愛電視台                     | 《歡喜有緣-後山土地公》      | 蔡快               |
| 2007年 | 三立台灣台                     | 《我一定要成功》             | 何蕊娟             |
| 2008年 | 中視                           | 《牽牛花開的日子》           | 淑慧               |
| 2008年 | 華視                           | 《歡喜來逗陣》               | 朱麗珍             |
| 2009年 | 台視                           | 《比賽開始》                 | 林美嬌             |
| 2009年 | 八大綜合台                     | 《愛就宅一起》               | 莊母               |
| 2009年 | 八大綜合台                     | 《紫玫瑰》                   | 林晶晶             |
| 2009年 | 大愛電視台                     | 《幸福的起點》               | 林母               |
| 2009年 | 大愛電視台                     | 《長情劇展- 有愛不孤單》     | 張桂櫻             |
| 2009年 | 三立台灣台                     | 《真情滿天下》               | 洪春滿             |
| 2010年 | 中視                           | 《妻子們的戰爭》             | 高佩汝             |
| 2010年 | 公視                           | 《尋人啟事》                 | 蘇劉幸子           |
| 2010年 | 公視                           | 《那年，雨不停國》           | 王小玲             |
| 2010年 | 客家電視台                     | 《牽紙鷂的手》               | 傅招妹             |
| 2011年 | 中視                           | 《料理情人夢》               | 李母               |
| 2011年 | 大愛電視台                     | 《人間渡系列- 仙女不下凡》   | 葉母               |
| 2011年 | 大愛電視台                     | 《人間渡系列- 回首留蘭香》   | 許金蘭             |
| 2011年 | 八大綜合台                     | 《華麗的挑戰》               | 晴姐               |
| 2011年 | 三立台灣台                     | 《愛。回來》                 | 劉母               |
| 2012年 | 台視                           | 《半熟戀人》                 | 李王亞欣           |
| 2012年 | 公視                           | 《人生劇展- 老街狂想曲》     | 憶如               |
| 2012年 | 台視                           | 《東華春理髮廳》             | 詹秀春             |
| 2012年 | 大愛電視台                     | 《心和萬事興》               | 林母- 盧尾仔       |
| 2012年 | 八大綜合台                     | 《原來愛·就是甜蜜》          | 邱吳冠真           |
| 2012年 | 三立都會台                     | 《剩女保鏢》                 | 李勤美             |
| 2013年 | 三立都會台                     | 《美味的想念》               | 夏林招弟           |
| 2013年 | 民視                           | 《愛情ATM》                  | 李母               |
| 2013年 | TVBS歡樂台                     | 《姐姐立正向前走》           | 薛凌芳             |
| 2014年 | 公視                           | 《幾點回家》                 | 秀惠               |
| 2014年 | 大愛電視台                     | 《他是我兄弟》               | 王母               |
| 2014年 | 三立台灣台                     | 《熱海戀歌》                 | 王錦鸞             |
| 2014年 | TVBS歡樂台                     | 《16個夏天》                 | 琳達姐             |
| 2015年 | 大愛電視台                     | 《美好心境界》               | 陳美淑             |
| 2015年 | 三立都會台                     | 《22K夢想高飛》              | 馮思思             |
| 2015年 | 東森綜合台                     | 《必娶女人》                 | 王月娥             |
| 2015年 | TVBS歡樂台                     | 《哇！陳怡君》               | 連百合             |
| 2015年 | 客家電視台                     | 《出境事務所》               | 陳秋香             |
| 2016年 | 中視                           | 《原來1家人》                | 黃貴芳‬             |
| 2016年 | 華視                           | 《海海人生》                 | 李如月             |
| 2016年 | 台視、八大綜合台               | 《植劇場-戀愛 沙塵暴》       | 陳佩伶             |
| 2016年 | 八大綜合台                     | 《我家是戰國》               | 曾王美兆           |
| 2016年 | 民視                           | 《新娘嫁到》                 | 何老闆             |
| 2017年 | 優酷                           | 《願有人陪你顛沛流離》       | 姥姥               |
| 2017年 | KKTV                           | 《第一次》                   | 楊麗霞             |
| 2017年 | TVBS歡樂台                     | 《酸甜之味》                 | 張齡齡             |
| 2017年 | 中視                           | 《稍息立正我愛你》           | 月娥               |
| 2018年 | 台視                           | 《情·份》                    | 張麗淑             |
| 2019年 | 台視 東森綜合台                | 《愛情白皮書》               | 歐陽淑文           |
| 2019年 | 衛視電影台、星衛HD電影台、FOX+ | 《浮士德遊戲2》              | 胡慧明             |
| 2019年 | 大愛電視台                     | 《人生二十甲》               | 陳吳雪             |
| 2020年 | 東森戲劇台                     | 《姊妹們追吧》               | 李家純             |
| 2021年 | 華視、愛奇藝、八大戲劇台       | 《無神之地不下雨》           | 巴奈               |
| 2022年 | 民視                           | 《孟婆客棧》                 | 蕭莫愁             |
| 2022年 | 華視 公視台語台                | 《婚姻結業式》               | 吳淑芳             |
| 2022年 | Hami Video                     | 《我願意》                   | 詹又雲             |
| 2023年 | 東森戲劇台                     | 《W劇場：因為你如此耀眼》    | 沈韻綺             |
| 2023年 | TVBS歡樂台                     | 《有生之年》                 | 莊媽               |
| 2024年 | 大愛電視台                     | 《你準備萌芽了嗎？》         | 楊清貴             |
| 2024年 | 大愛電視台                     | 《在光裏的人》               | 林鳳為             |
| 2025年 | 公視                           | 《死了一個娛樂女記者之後》   | 姚于甄             |
| 2025年 | Netflix                        | 《童話故事下集》             | 吳春梅             |
| 待播   | 中國大陸                       | 《蟬》                       |                    |

## 電影
| 年份   | 片名                   | 飾演       |
| ------ | ---------------------- | ---------- |
| 2004年 | 《黑狗來了》           | 林素絹     |
| 2004年 | 《惡月》               | 張慧心     |
| 2012年 | 《明仁街正義殺人事件》 | 許母       |
| 2012年 | 《陣頭》               | 達嫂       |
| 2012年 | 《愛的麵包魂》         | 邱母       |
| 2012年 | 《逆光飛翔》           | 小潔的娘   |
| 2015年 | 《破風》               | 笑薇       |
| 2016年 | 《愛上花豹女》         | 何孟潔     |
| 2017年 | 《夏天19歲的肖像》     | 夏穎穎的娘 |
| 2018年 | 《小美》               | 小美的娘   |
| 2019年 | 《陽光普照》           | 琴姐       |
| 2019年 | 《大餓》               | 映娟的娘   |
| 2023年 | 《不能流淚的悲傷》     | 林漢聰的娘 |

## 音樂錄影帶
| 年份   | 演唱人 | 歌曲名稱       | 飾演     |
| ------ | ------ | -------------- | -------- |
| 2021年 | 陳勢安 | 〈只要我還在〉 | 小龍的娘 |

## 音樂作品

### 單曲
| 年份   | 演唱人 | 歌曲名稱     | 出處                   |
| ------ | ------ | ------------ | ---------------------- |
| 2022年 | 柯淑勤 | 〈母子重逢〉 | 電視劇《孟婆客棧》插曲 |
| 2022年 | 柯淑勤 | 〈朝朝暮暮〉 | 電視劇《孟婆客棧》插曲 |

## 獎項紀錄
| 年度   | 大獎                 | 獎項                 | 作品                     | 結果 |
| ------ | -------------------- | -------------------- | ------------------------ | ---- |
| 1999年 | 第34屆金鐘獎         | 女主角獎             | 《春子與秀緞》           | 入圍 |
| 2000年 | 第35屆金鐘獎         | 女主角獎             | 《牽手》                 | 入圍 |
| 2001年 | 第36屆金鐘獎         | 連續劇女主角獎       | 《阿母醒來吧！》         | 入圍 |
| 2001年 | 第36屆金鐘獎         | 單元劇女主角獎       | 《三張王牌》             | 入圍 |
| 2002年 | 第37屆金鐘獎         | 連續劇女配角獎       | 《後山日先照》           | 入圍 |
| 2002年 | 第37屆金鐘獎         | 單元劇女配角獎       | 《童女之舞》             | 入圍 |
| 2003年 | 第38屆金鐘獎         | 連續劇女主角獎       | 《孽子》                 | 獲獎 |
| 2003年 | 第38屆金鐘獎         | 單元劇女配角獎       | 《回家系列之「團圓飯」》 | 獲獎 |
| 2006年 | 第41屆金鐘獎         | 戲劇節目最佳女配角獎 | 《大愛劇場－阿桃》       | 入圍 |
| 2010年 | 第45屆金鐘獎         | 戲劇節目女配角獎     | 《那年，雨不停國》       | 入圍 |
| 2016年 | 第51屆金鐘獎         | 戲劇節目女配角獎     | 《哇！陳怡君》           | 入圍 |
| 2017年 | 第52屆金鐘獎         | 戲劇節目女主角獎     | 《植劇場－戀愛沙塵暴》   | 獲獎 |
| 2019年 | 第56屆金馬獎         | 最佳女主角獎         | 《陽光普照》             | 入圍 |
| 2020年 | 第15屆首爾國際電視節 | 最優秀女演員獎       | 《人生二十甲》           | 入圍 |
| 2020年 | 第14屆亞洲電影大獎   | 最佳女配角獎         | 《陽光普照》             | 獲獎 |
| 2023年 | 新加坡亞洲內容大獎   | 最佳女配角銀獎       | 《我願意》               | 獲獎 |

## 外部連結
- 柯淑勤在时光网上的簡介（简体中文）
- 柯淑勤在豆瓣上的资料（简体中文）
- 柯淑勤在香港影庫上的簡介
- 柯淑勤在台灣電影網上的資料（繁體中文）